# Viêm gân Achilles
Viêm gân Achilles, là khi gân Achilles, nằm ở phía sau mắt cá chân, bị kích thích. Các triệu chứng phổ biến nhất là đau và sưng xung quanh gân bị ảnh hưởng. Cơn đau thường tồi tệ hơn khi bắt đầu tập thể dục và giảm dần sau đó. Người bệnh có thể bị cứng khớp mắt cá chân.  Khởi phát bệnh nói chung là dần dần.
Bệnh thường xảy ra do sử dụng chân quá mức như chạy. Các yếu tố nguy cơ khác bao gồm chấn thương, lối sống bao gồm ít tập thể dục, giày cao gót, viêm khớp dạng thấp và thuốc thuộc nhóm fluoroquinolone hoặc steroid. Chẩn đoán thường dựa trên các triệu chứng và kiểm tra sức khỏe.
Mặc dù kéo giãn cơ và các bài tập để tăng cường bắp chân thường được khuyến nghị để phòng ngừa, bằng chứng để hỗ trợ các biện pháp này là kém. Điều trị thường bao gồm nghỉ ngơi, chườm đá, thuốc chống viêm không steroid (NSAID) và vật lý trị liệu. Nâng gót chân hoặc chỉnh hình cũng có thể có tác dụng hữu ích. Ở những người có triệu chứng kéo dài hơn sáu tháng mặc dù các phương pháp điều trị khác, phẫu thuật có thể được xem xét.  Viêm gân Achilles là tương đối phổ biến.

## Dấu hiệu và triệu chứng
Các triệu chứng có thể khác nhau từ đau nhức hoặc sưng và sưng đến khu vực mắt cá chân, hoặc bỏng bao quanh toàn bộ khớp. Với tình trạng này, cơn đau thường tồi tệ hơn trong và sau khi hoạt động, và gân và vùng khớp có thể trở nên cứng hơn vào ngày hôm sau khi sưng ảnh hưởng đến sự chuyển động của gân. Nhiều bệnh nhân báo cáo các tình huống căng thẳng trong cuộc sống của họ tương quan với sự khởi đầu của cơn đau có thể góp phần vào các triệu chứng.  